# Gangafani
Gangafani (ou Gangafani II, ou Gangafari) est un village dogon situé au sud du Mali, dans le cercle de Koro et la région de Mopti, à proximité de la frontière avec le Burkina Faso.